# Intel Pentium 4
Intel Pentium 4 ist ein Markenname für eine Reihe von Mikroprozessoren der siebten x86-Generation.
Die ersten Pentium 4 mit dem Codenamen Willamette liefen mit Taktfrequenzen von 1,4 und 1,5 GHz und kamen im November 2000 auf den Markt. Der Pentium 4 mit der neuen NetBurst-Architektur wies gegenüber dem älteren P6-Design des Pentium III in Sachen Integer- und Gleitkomma-Leistung nur unwesentliche Verbesserungen auf. Stattdessen hatte man sich auf zwei Dinge konzentriert: Hohe Taktfrequenzen, die aggressiv beworben wurden, und SSE-Leistung.
Den Pentium 4 gibt es, ähnlich wie schon bei den älteren Pentium-Familien, auch in einer Low-Cost-Variante namens Celeron und in einer Variante namens Xeon, die symmetrisches Multiprocessing unterstützt. Zur besseren Abgrenzung von den Celeron-Varianten des Pentium II und Pentium III wird die vom Pentium 4 abgeleitete Variante oft auch als Celeron 4 bezeichnet. Neuere Modelle mit Prescott-Kern wurden unter dem Namen Celeron D verkauft. Als Besonderheit hatte Intel noch eine Pentium 4 Extreme Edition im Programm, die als High-End-CPU gegen AMDs Athlon 64 FX positioniert wurde.
Die auf Basis der NetBurst-Architektur entwickelten Dual-Core-CPUs werden unter dem Namen Pentium D oder Pentium Extreme Edition verkauft.

## Neuerungen der Pentium 4-Architektur

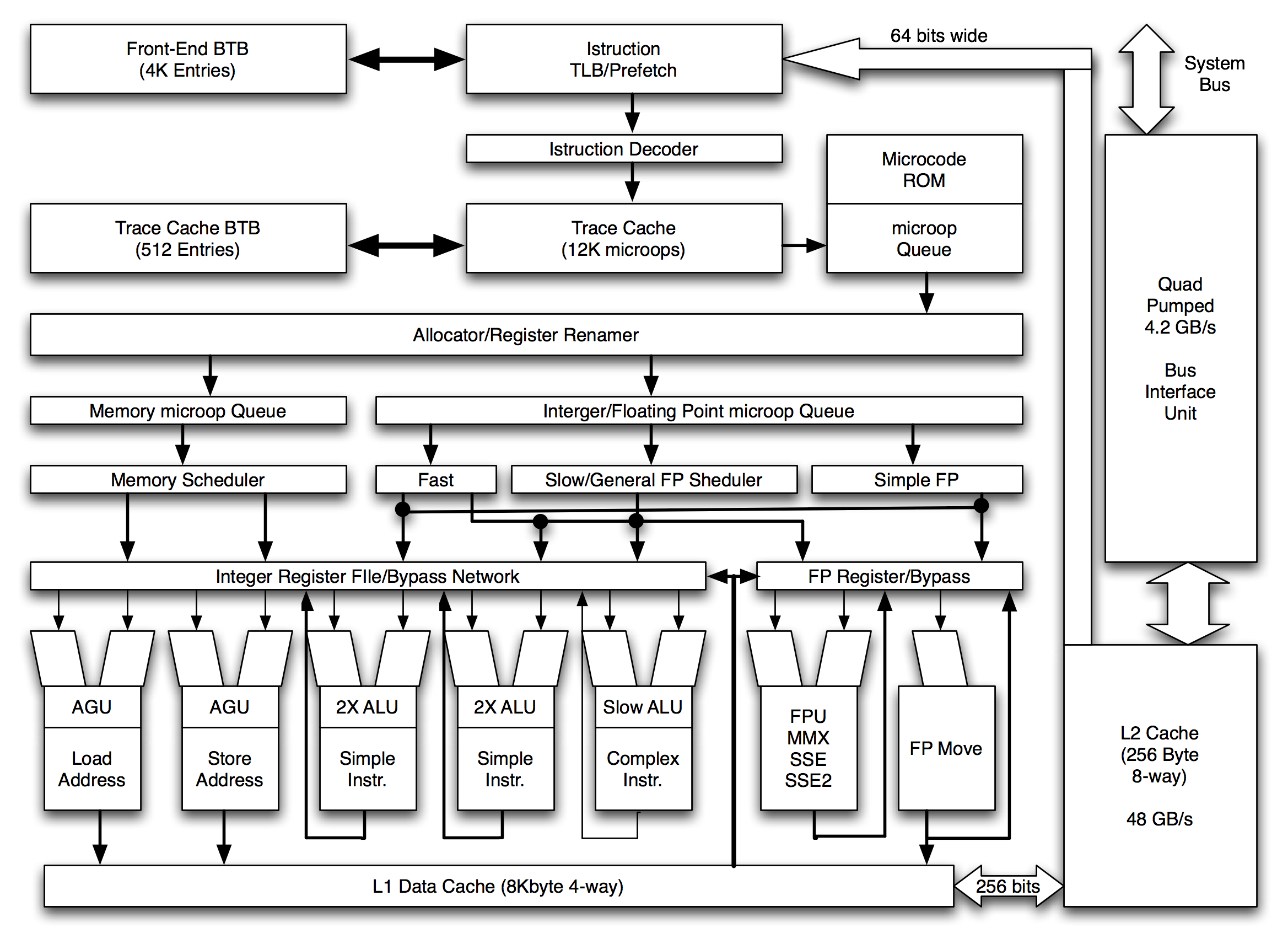
Intel Pentium 4: Funktionsblockschaltbild
(Fehler im Bild: L2-Cache ist nicht 256 Byte, sondern mindestens 512 KByte groß (4,2 GB/s = 533 MHz Bustakt, diese hatten 512 oder 1024 KB L2), FIle sollte File heißen, Interger sollte Integer heißen, Sheduler wird Scheduler geschrieben, Istructions sind eigentlich Instructions)

Der Pentium 4 basiert auf Intels neuentwickelter NetBurst-Architektur.
Ziel bei deren Entwicklung war es, durch eine sehr lange Ausführungs-Pipeline und das möglichst feingranulare Aufteilen der Befehlsausführung hohe Taktfrequenzen zu erreichen. Die Ausführungszeiten vieler Befehle waren bemerkenswert kurz. Allerdings gab es bei für Pentium III und Athlon relativ unkritischen Befehlen
massive Performance-Probleme, so z. B.
- nicht-alignte Speicherzugriffe (43 Takte statt 3 Takte)
- falsch vorher gesagte Sprünge (36 Takte statt 9 bis 12 Takte)
- Gleitkommaberechnungen mit der klassischen CPU mit speziellen Argumenten (50 bis 150 Takte statt 5 bis 7 Takte)

Speziell für den Pentium 4 optimierter Code konnte sehr schnell sein, in der Praxis traf der Pentium 4 aber im Wesentlichen auf nicht für ihn optimierten Code. In diesen Situationen waren Pentium III und Athlon einem doppelt so schnell getakteten Pentium 4 überlegen.
Ein weiterer Faktor, warum der Pentium 4 auf immer höheren Takt angewiesen ist, ist eine alte Schwäche der Intel-Gleitkommaeinheit, die dazu führt, dass spezielle Operationen wie Nulldivisionen oder Berechnungen, bei denen das Ergebnis keine sinnvolle Zahl (englisch Not a Number, NaN) oder unendlich ist, auf der FPU des Pentium 4 bis zu 950-mal länger brauchen als auf dem AMD Athlon. Das Problem lässt sich zwar umgehen, indem man für Gleitkommaberechnungen konsequent die SSE-Einheit benutzt, allerdings waren zur damaligen Zeit viele Programme auf dem Markt dafür nicht optimiert.

### Thermische Überwachung
Mit dem Pentium 4 führte Intel einen erweiterten Überhitzungsschutz ein, genannt Thermal Throttling. Der Überhitzungsschutz des Pentium III führte bei einer ungenügenden Kühlung des Prozessors zur sofortigen Notabschaltung. Beim Pentium 4 ist diese Notabschaltung, die bei einer Temperatur von etwa 125 °C greift, weiterhin vorhanden. Die zusätzliche Sicherheitsfunktion kann in zwei Betriebsarten verwendet werden. Im Automatik-Modus legt der Prozessor bei Überschreiten einer vom jeweiligen Modell abhängigen Temperatur (etwa zwischen 63 und 70 °C) Arbeitspausen ein, indem in einem ebenfalls modellabhängigen Puls-Pausenverhältnis der Arbeitstakt abgeschaltet wird. Der eigentliche Prozessortakt wird hierbei nicht reduziert. Der Pentium 4 kann aber auch in einem konfigurierbaren Modus betrieben werden, bei dem entweder vom BIOS oder vom Betriebssystem das Puls-Pausenverhältnis in sieben Schritten bis auf minimal 12,5 % reduziert werden kann.
Als Energiesparmechanismus ist diese Methode allerdings nicht geeignet, da die Effizienz nicht gesteigert, sondern eher reduziert wird. Thermal Throttling dient dazu, den Prozessor funktionstüchtig zu halten, bevor der Prozessor komplett abgeschaltet wurde. Effizientere Stromsparmechanismen wie SpeedStep senken die Taktfrequenz wie auch die Kernspannung und schalten unbenutzte Teile des Prozessors und auch Peripheriebausteine ab, was einen erheblichen Teil der Energieersparnis ausmacht.

## Modelle

### Willamette
Der erste Pentium 4 litt unter Verzögerungen während des Design-Prozesses, die angeblich daher rührten, dass Intel gleichzeitig viele Ingenieure beim Itanium-Projekt sowie den verschiedenen Varianten des P6-Kerns (Pentium II, III und Celeron) benötigte. Viele Experten sahen in den ersten P4-Prozessoren, die mit 1,4 und 1,5 GHz im November 2000 herauskamen eine Notmaßnahme Intels, da das Konkurrenzprodukt AMD Athlon Thunderbird den alternden Pentium III überflügelt hatte, weitere Verbesserungen am P-III aber nur noch schwer möglich waren, wie insbesondere die Weiterentwicklung des Pentium III über den Pentium M zu den Core und Core-i-Prozessoren zeigte. Willamettes wurden in einem 180-nm-Prozess hergestellt.
An die Leistung des Athlon Thunderbird und sogar der damals schnellsten Pentium-III-Prozessoren kamen die ersten Pentium 4 nur in den wenigsten Tests heran. Der Prozessor verkaufte sich anfangs zudem auch nur mäßig.
Im Januar 2001 wurde ein nochmals niedriger getaktetes Modell mit 1,3 GHz nachgeschoben, was vermuten ließ, dass Intel zu diesem Zeitpunkt große Schwierigkeiten mit der Taktfestigkeit der P4-Kerne hatte. Danach konnte Intel jedoch den Vorsprung seitens AMD schnell ausgleichen. Im April brachte Intel einen P4 mit 1,7 GHz, der damit erstmals klar schneller als der Vorgänger Pentium III war. Im Juli folgten Modelle mit 1,6 und 1,8 GHz, und ab August 2001 lieferte Intel-Prozessoren mit 1,9 und 2,0 GHz.
| CPU-Takt (MHz) | 1300      | 1400             | 1500             | 1600             | 1700             | 1800             | 1900             | 2000             |
| -------------- | --------- | ---------------- | ---------------- | ---------------- | ---------------- | ---------------- | ---------------- | ---------------- |
| verfügbar für  | So423     | So423 bzw. So478 | So423 bzw. So478 | So423 bzw. So478 | So423 bzw. So478 | So423 bzw. So478 | So423 bzw. So478 | So423 bzw. So478 |
| Front Side Bus | 100 MHz   | 100 MHz          | 100 MHz          | 100 MHz          | 100 MHz          | 100 MHz          | 100 MHz          | 100 MHz          |
| Multiplikator  | 13        | 14               | 15               | 16               | 17               | 18               | 19               | 20               |
| Einführung     | Jan. 2001 | Nov. 2000        | Nov. 2000        | Jul. 2001        | Apr. 2001        | Jul. 2001        | Aug. 2001        | Aug. 2001        |

### Northwood
Im Januar 2002 brachte Intel den Pentium 4 mit dem neuen Northwood-Kern auf den Markt. Der Northwood hatte einen von 256 KiB auf 512 KiB verdoppelten L2-Cache und wurde im neuen 130-nm-Prozess hergestellt. Indem man den Chip aus kleineren Transistoren baute, konnte er schneller laufen und dabei trotzdem weniger Energie als sein Vorgänger verbrauchen, der noch in 180-nm-Strukturen gefertigt wurde. Das Kühlproblem des P4 wurde dadurch etwas entschärft, die Leckströme sorgten aber immer noch für einen hohen Leistungsbedarf.
Zwei Modelle mit 2,0 und 2,2 GHz wurden im Januar 2002 vorgestellt, im April folgte das Modell mit 2,4 GHz. Ab Mai konnte man Modelle mit 2,53 GHz bei gleichzeitig auf 133 MHz (FSB 533) beschleunigtem Front Side Bus kaufen, im August folgten die Taktstufen 2,6 und 2,8 GHz, und im November wurden mit dem 3,06-GHz-Modell erstmals Mikroprozessoren mit einer Taktfrequenz von über 3 GHz ausgeliefert.
Dieses Spitzenmodell unterstützte Hyper-Threading (zuerst auf dem Xeon eingeführt), wobei die CPU zwei Threads gleichzeitig ausführen kann, da einige Teile des Prozessors doppelt vorhanden sind. Für das Betriebssystem sieht ein solcher Prozessor wie ein Multiprozessor-System aus und kann die parallele Arbeit mit mehreren Programmen (z. B. Virenscanner oder 3D-Spiel) oder auch Multithreading innerhalb eines Prozesses, entsprechende Programmierung vorausgesetzt, verbessern.
Im April 2003 brachte Intel neue Varianten auf den Markt, die einen Takt von 2,4 bis 3,0 GHz aufwiesen und allesamt Hyper-Threading beherrschten. Sie unterschieden sich von den früheren Prozessoren dadurch, dass ihr Front Side Bus mit 200 MHz (quadpumped FSB 800) betrieben wurde. Die im Juni 2003 vorgestellte 3,2-GHz-Variante des Pentium 4 vergrößerte den Leistungsvorsprung in den meisten Benchmarks noch weiter. Die letzte Variante des Northwood ist ein Pentium 4 mit 3,4 GHz, der Anfang 2004 auf den Markt kam.

### Prescott
Am 1. Februar 2004 führte Intel einen neuen P4-Kern mit Codenamen Prescott ein. Der Kern wird zum ersten Mal in einem 90-nm-Prozess gefertigt, unterstützt SSE3-Befehle und stellt gleichzeitig eine größere Überarbeitung der Mikroarchitektur des Pentium 4 dar. Die ersten Prescotts liefen mit gleicher Taktrate wie die Northwood-CPUs und Benchmarks zeigten, dass der Northwood aufgrund der beim Prescott abermals verlängerten Pipeline etwas leistungsfähiger war. Die Architektur des Prescott sollte allerdings weit höhere Taktraten erlauben, als sie mit dem am Ende seiner Lebenszeit angekommenen Northwood-Kern möglich gewesen wären. Aufgrund von Leckströmen und einer immer weiter steigenden Abwärme konnte dieser Plan jedoch nicht in die Tat umgesetzt werden, die finalen Taktraten lagen nur 400 MHz über dem des schnellsten Northwood-Modells.
Einige Monate nach Einführung wurde der Wechsel vom PGA-Sockel 478 auf den LGA-Sockel 775 vollzogen. Hauptgrund für die Einführung des neuen LGA-Sockels sind einerseits die günstigeren Hochfrequenzeigenschaften der Metallnoppen-Kontakte und andererseits die höhere mögliche Pin-Dichte. Bei den Sockel-775-Modellen des Prescott fällt im Vergleich zu den Sockel-478-Modellen insgesamt eine etwas höhere Wärmeentwicklung an, der nur mit den überarbeiteten Boxed-Kühlern mit eingelegtem Kupferkern begegnet werden konnte. Diesem etwas besseren Kühlkonzept ist es zu verdanken, dass sich die Temperaturen trotzdem noch senken ließen. Spätere Überarbeitungen des Prozessors durch Intels Ingenieure haben inzwischen dafür gesorgt, dass Energieaufnahme und Wärmeabstrahlung wieder näher an die Werte des Northwood-Kerns herankommen.
Mit Einführung der LGA775-Prescotts stieg Intel auf ein neues Rating-basiertes Modellnummernschema um, in dem die Prescotts als Serie 5xx laufen (Celerons sind die 3xx-Serie, Pentium M und Extreme Edition gehören zur 7xx-Serie). Der schnellste veröffentlichte Prescott-Prozessor ist der mit 3,8 GHz getaktete 570J. Er war der erste Pentium-4-Prozessor, der Intels Execute-Disable-Bit (XD-Bit) unterstützte, eine von AMD im Rahmen des Patent-Austauschabkommens übernommene Technik, die beim Athlon 64 jedoch NX-Bit genannt wird. Auf diese Funktion weist das an die Typenbezeichnung angehängte J hin. Die Pläne für 4-GHz-Prozessoren wurden von Intel zu Gunsten von Dualcore-Prozessoren und der Intel-Core-Mikroarchitektur aufgegeben. Als Zwischenschritt und Ausweg aus der „Gigahertzfalle“ wurde die 600er-Serie mit dem Prescott-2M-Kern eingeführt. Wichtigstes Merkmal ist der auf 2048 KiB vergrößerter L2-Cache und die Implementierung weiterer Technologien wie Intel 64 und der Virtualisierungstechnik Intel VT, welche aber erst im dritten Quartal 2005 offiziell aktiviert wurde. Er erreicht noch nicht die hohen Taktraten des klassischen Prescott und der Leistungsgewinn im Vergleich zu den Modellen der 500er-Reihe ist eher gering. Doch zeigt dieses Modell Intels neue Strategie, weg von hohen werbewirksamen Taktraten hin zu vergrößerten Caches und technischen Neuerungen.

### Cedar Mill
Cedar Mill ist im Grunde ein in 65 nm gefertigter Prescott 2M und besitzt auch dessen Merkmale und Funktionen. Die CPU erschien Anfang 2006 und stellt die letzte CPU der Pentium-4-Reihe dar.

## Zukunft
Mit der Ablösung der NetBurst-Architektur ließ Intel auch den Pentium 4 auslaufen. Der sehr bekannte Markenname „Pentium“ wird derweil einzig beim Pentium Dual-Core fortgeführt, der allerdings technisch mit dem Pentium 4 nichts mehr zu tun hat.

## Modelldaten

### Willamette

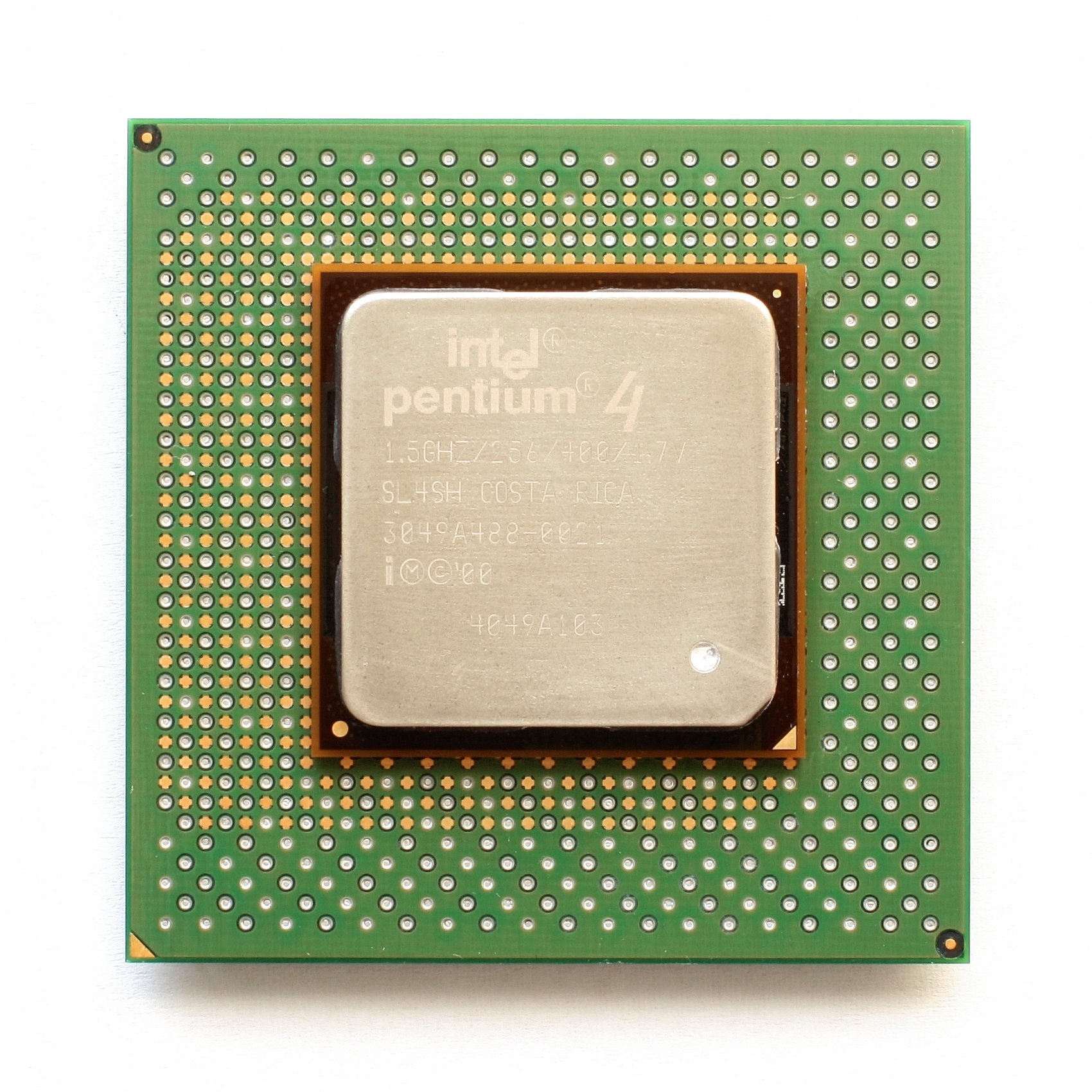
Pentium 4 Willamette (Sockel 423), Oberseite

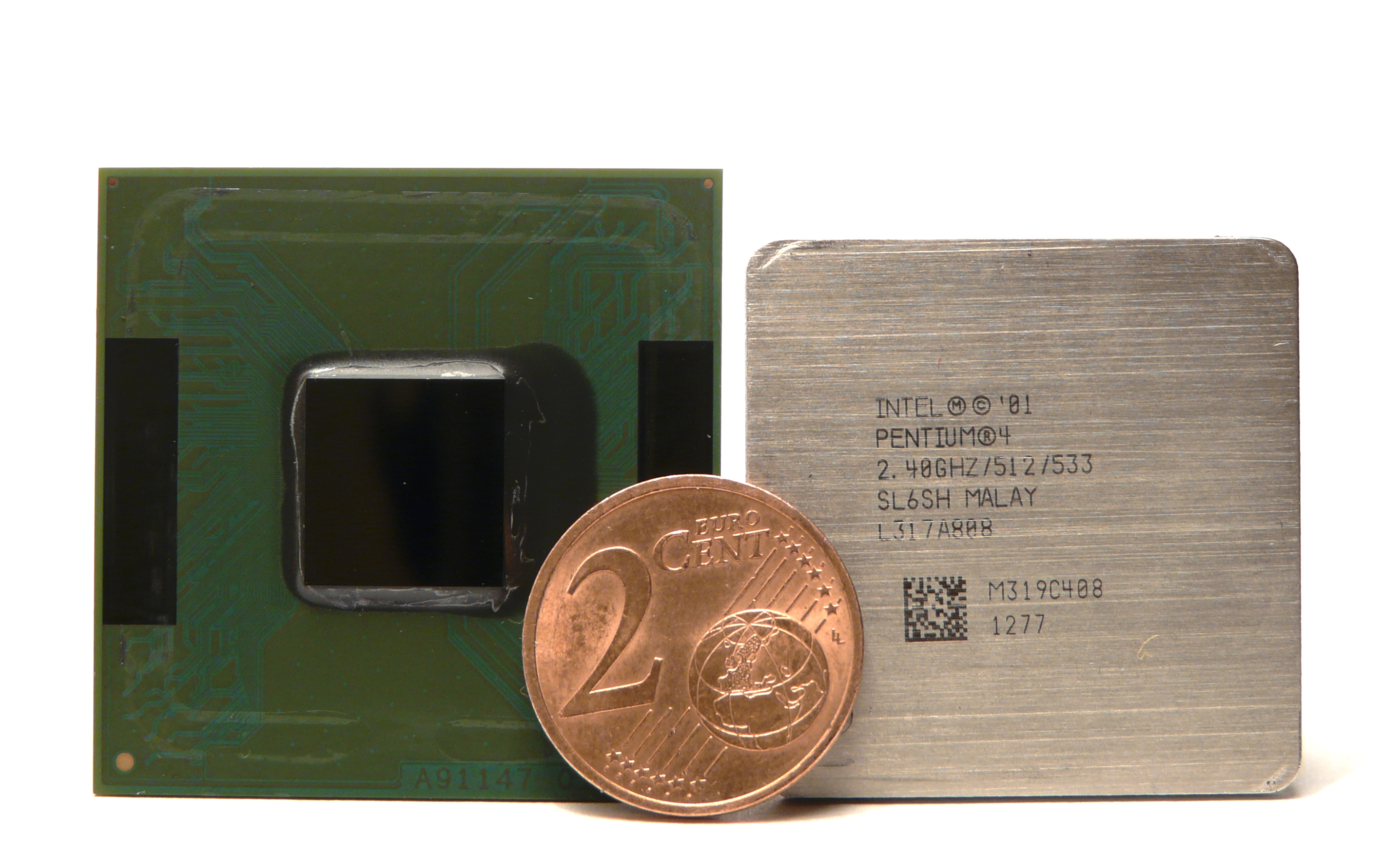
Ein Pentium 4 2,4 GHz (Northwood, 133 MHz FSB) (links), dessen entfernter Heatspreader (rechts) und eine Münze zum Größenvergleich

- L1-Cache: 8 KiB (Daten) plus 12.288 µOps (dekodierte Instruktionen)
- L2-Cache: 256 KiB mit Prozessortakt
- MMX, SSE, SSE2
- Sockel 423 und Sockel 478, AGTL+ mit 100 MHz Front Side Bus (quadpumped, FSB 400)
- Betriebsspannung (VCore): 1,75 V
- Verlustleistung (TDP): 48,9–75,3 Watt
- Erscheinungsdatum: November 2000
- Fertigungstechnik: 180 nm
- Die-Größe: 217 mm² bei 42 Millionen Transistoren
- Taktraten: 1,3 bis 2,0 GHz
  - Sockel 423: 1,3 bis 2,0 GHz in 100-MHz-Schritten
  - Sockel 478: 1,4 bis 2,0 GHz in 100-MHz-Schritten

### Northwood
- L1-Cache: 8 KiB (Daten) plus 12.288 µOps (dekodierte Instruktionen)
- L2-Cache: 512 KiB mit Prozessortakt
- MMX, SSE, SSE2, teilweise Hyper-Threading (3,066 GHz und C-Modelle)
- Sockel 478, AGTL+ mit 100, 133 und 200 MHz Front Side Bus (quadpumped, FSB 400/533/800)
- Betriebsspannung (VCore): 1,53 V
- Verlustleistung (TDP): bis 89 Watt
- Erscheinungsdatum: 7. Januar 2002[4]
- Fertigungstechnik: 130 nm
- Die-Größe: 146 mm² / 131 mm² bei 55 Millionen Transistoren
- Taktraten: 1,6 bis 3,4 GHz
  - 100 MHz FSB: 1,6, 1,8, 2,0, 2,2, 2,4, 2,5, 2,6, 2,8, 3,0 GHz
  - 133 MHz FSB (B-Modelle): 2,26, 2,40, 2,53, 2,66, 2,80, 3,06 GHz
  - 200 MHz FSB (C-Modelle): 2,4, 2,6, 2,8, 3,0, 3,2, 3,4 GHz

### Prescott

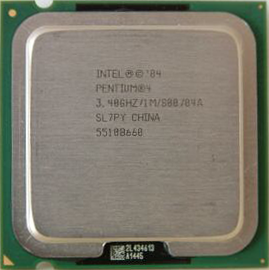
Pentium 4 Prescott 3,4 GHz mit 1 MB L2-Cache

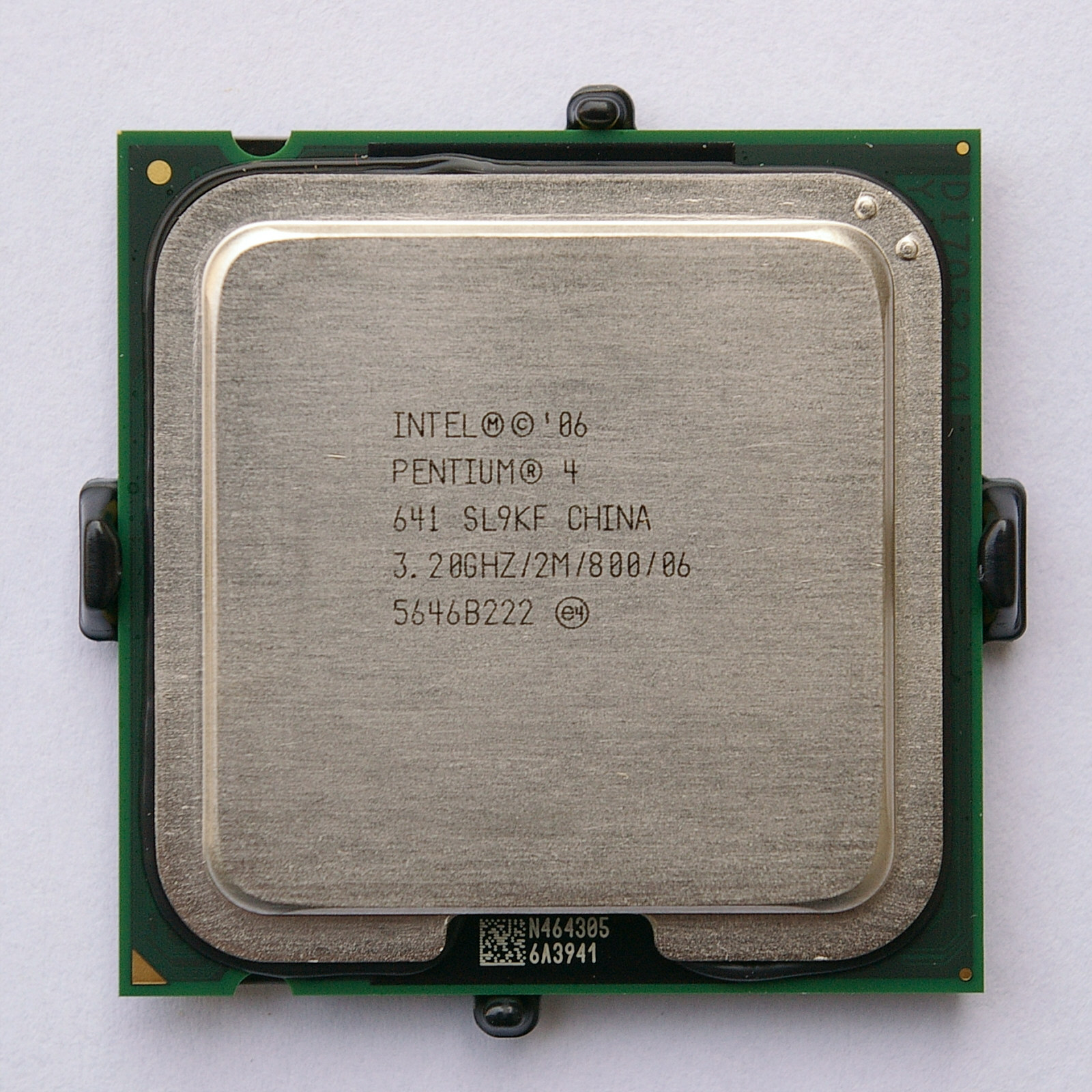
Pentium 4 641 (Cedar Mill)

- L1-Cache: 16 KiB (Daten) plus 12.288 µOps (dekodierte Instruktionen)
- L2-Cache: 1024 KiB mit Prozessortakt
- MMX, SSE, SSE2, SSE3, Intel 64 (F- und 5x1-Modelle), XD-Bit (F- und J-Modelle), Hyper-Threading (Sockel-478-CPUs und 5x0/5x1-Modelle)
- Sockel 478 und LGA775, AGTL+ mit 133 und 200 MHz Front Side Bus (quadpumped, FSB 533/800)
- Betriebsspannung (VCore): 1,25 bis 1,4 V
- Verlustleistung (TDP): 84 bis 115 Watt
- Erscheinungsdatum: 2. Februar 2004 (Sockel 478), 21. Juni 2004 (Sockel 775)
- Fertigungstechnik: 90 nm
- Die-Größe: 112 mm² bei 125 Millionen Transistoren
- Taktraten: 2,26 bis 3,80 GHz
  - Taktraten für Sockel 478:
    - 133 MHz FSB:
      - 2,26 GHz (nur 512 KiB L2-Cache)
      - 2,40 GHz
      - 2,80 GHz (kein HTT)

    - 200 MHz FSB:
      - 2,8 bis 3,4 GHz in 200 MHz-Schritten

  - Modellnummern für Sockel 775: Die Liste der unterstützten Funktionen weicht für die Prozessorgruppe mit 133 MHz FSB von der üblichen Nomenklatur ab. Für Details siehe hier.
    - 133 MHz FSB:
      - 505(J), 506: 2,66 GHz
      - 511: 2,80 GHz
      - 515(J), 516, 517: 2,93 GHz
      - 519(F), 524: 3,06 GHz

    - 200 MHz FSB:
      - 520(J), 521: 2,8 GHz
      - 530(J), 531: 3,0 GHz
      - 540(J)(F), 541: 3,2 GHz
      - 550(J)(F), 551: 3,4 GHz
      - 560(J)(F), 561: 3,6 GHz
      - 570J, 571: 3,8 GHz

### Prescott 2M
- L1-Cache: 16 KiB (Daten) plus 12.288 µOps (dekodierte Instruktionen)
- L2-Cache: 2048 KiB mit Prozessortakt
- MMX, SSE, SSE2, SSE3, Intel 64, EIST, XD-Bit, IVT (nur 6x2-Modelle), Hyper-Threading
- LGA775, AGTL+ mit 200 MHz Front Side Bus (quadpumped, FSB 800)
- Betriebsspannung (VCore): 1,4 V
- Verlustleistung (TDP): 84 Watt (bis 650), 115 Watt (ab 660)
- Erscheinungsdatum: Februar 2005
- Fertigungstechnik: 90 nm
- Die-Größe: 135 mm² bei 169 Millionen Transistoren
- Taktraten: 2,8 bis 3,8 GHz
- Modellnummern:
  - 620: 2,8 GHz
  - 630: 3,0 GHz
  - 640: 3,2 GHz
  - 650: 3,4 GHz
  - 660: 3,6 GHz
  - 662: 3,6 GHz
  - 670: 3,8 GHz
  - 672: 3,8 GHz

### Cedar Mill
- L1-Cache: 16 KiB (Daten) plus 12.288 µOps (dekodierte Instruktionen)
- L2-Cache: 2048 KiB mit Prozessortakt
- MMX, SSE, SSE2, SSE3, Intel 64, EIST, XD-Bit, Hyper-Threading
- LGA775, AGTL+ mit 200 MHz Front Side Bus (quadpumped, FSB 800)
- Betriebsspannung (VCore): 1,200 bis 1,325 V
- Verlustleistung (TDP): 65, 80 oder 86 Watt
- Erscheinungsdatum: 5. Januar 2006
- Fertigungstechnik: 65 nm
- Die-Größe: 81 mm² bei 188 Millionen Transistoren
- Taktraten: 3,0 bis 3,6 GHz
- Modellnummern:
  - 631: 3,0 GHz
  - 641: 3,2 GHz
  - 651: 3,4 GHz
  - 661: 3,6 GHz

## Logos

Altes Logo des Intel Pentium 4
Altes Logo des Intel Pentium 4 mit Hyper-Threading
Neues Logo des Intel Pentium 4 mit Hyper-Threading